# Marie de Ligne Barbançon
Pour les articles homonymes, voir Ligne.
Ne doit pas être confondu avec Marie de Ligne.
Marie de Barbançon ou de Ligne, est une religieuse cistercienne qui fut la 30e abbesse de l'abbaye de la Cambre, au diocèse de Malines, morte le 15 mars 1557.

## Héraldique
écartelé d'or à la bande de gueules, à trois lions de gueules, armés, lampassés et couronnés d'or (de Barbançon).

## Galerie

Gravure des viviers de la Cambre au XVIe siècle
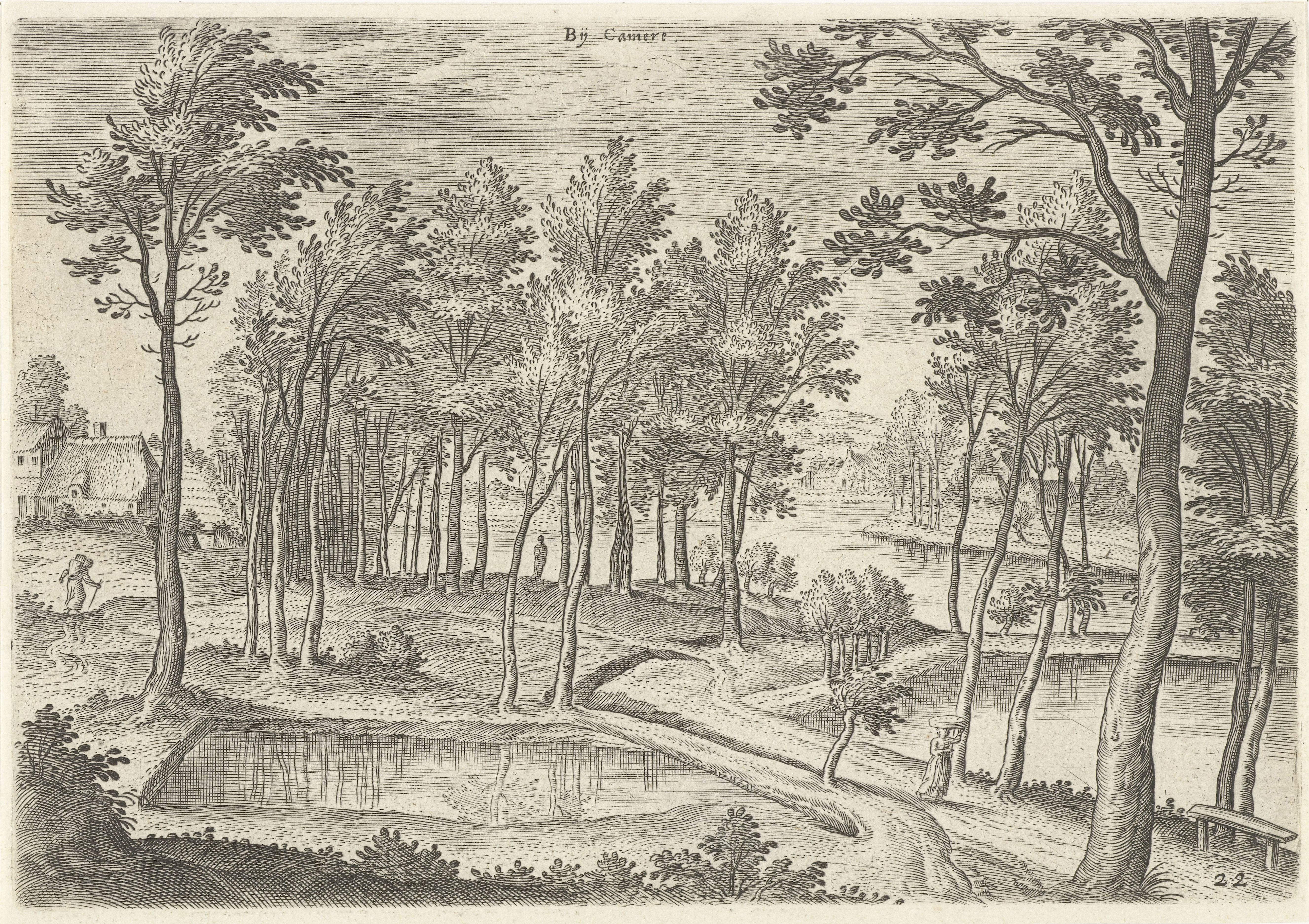
Hans Collaert, Hans Bol, Jacob Grimmer, 1530 - 1580